# オプテージビル
オプテージビルは、大阪府大阪市中央区城見（大阪ビジネスパーク）にある超高層ビル。オプテージの本社が置かれている。

## 概要
2015年4月、MID都市開発（現関電不動産開発）により「（仮称）新MID大阪京橋ビル」として着工された。2017年9月に竣工し名称は「ケイ・オプティコムビル」となり、2018年1月にはケイ・オプティコム（現オプテージ）が入居し新本社ビルとなった。2019年4月、「ケイ・オプティコム」が「オプテージ」と商号変更したのにあわせて、「オプテージビル」にビル名が変更された。
敷地には以前、松下興産（MID都市開発の前身）が建設した1974年（昭和49年）竣工、8階建ての「京橋ナショナルビル」（その後「松下電工ビル」、「パナソニック大阪京橋ビル」と名称変更）があり、松下電工の拠点として使われていたが、2013年に退去し、2014年に解体された。

## 交通アクセス
- JR大阪環状線、JR東西線：京橋駅から徒歩7分
- 京阪本線：京橋駅から徒歩7分
- JR東西線：大阪城北詰駅から徒歩4分
- 大阪市高速電気軌道(Osaka Metro)長堀鶴見緑地線：大阪ビジネスパークから徒歩1分

## 受賞・認証等
- 国土交通省「住宅・建築物省CO2先導事業」（補助金対象事業）
- 「CASBEE大阪みらい」Sランク
- 「DBJ Green Building認証」最高ランクの5つ星